# Pongini
Los ponginos (Pongini) son una tribu de primates homínidos pertenecientes a la subfamilia Ponginae que incluye a dos géneros de los cuales solo uno vive hoy en día: los orangutanes (Pongo). El otro género incluido en esta tribu es el Khoratpithecus, del que solo existen unos pocos restos fósiles.

## Géneros
- Pongo
- Khoratpithecus †